# IAAF World Relays 2014 – sztafeta 4 × 400 metrów kobiet
Sztafeta 4 × 400 metrów kobiet – jedna z konkurencji rozgrywanych podczas IAAF World Relays 2014 na Thomas Robinson Stadium w Nassau.
Pierwsze osiem zespołów biegu finałowego uzyskało automatyczną kwalifikację do startu w lekkoatletycznych mistrzostwach świata w Pekinie (w sierpniu 2015). 

## Terminarz
| Data    | Godzina |            |
| ------- | ------- | ---------- |
| 24 maja | 18:40   | Eliminacje |
| 25 maja | 18:10   | Finał B    |
| 25 maja | 18:25   | Finał      |

## Rekordy
| Rekord świata                                  | ZSRR · (Tatjana Ledowska, Olga Nazarowa, Marija Pinigina, Olha Bryzhina)                              | 3:15,17 | Seul, Korea Południowa | 1 października 1988 |
| Listy światowe                                 | University of Texas (Briana Nelson, Courtney Okolo, Kendall Baisden, Ashley Spencer)                  | 3:25,05 | Filadelfia, USA        | 26 kwietnia 2014    |
| Rekord Afryki                                  | Nigeria · (Olabisi Afolabi, Fatima Yusuf, Charity Opara, Falilat Ogunkoya)                            | 3:21,04 | Atlanta, USA           | 3 sierpnia 1996     |
| Rekord Azji                                    | Chiny · (An Xiaohong, Bai Xiaoyun, Cao Chunying, Ma Yuqin)                                            | 3:24,28 | Pekin, Chiny           | 13 września 1993    |
| Rekord Ameryki Północnej, Środkowej i Karaibów | Stany Zjednoczone · (Denean Howard-Hill, Diane Dixon, Valerie Brisco-Hooks, Florence Griffith-Joyner) | 3:15,51 | Seul, Korea Południowa | 1 października 1988 |
| Rekord Ameryki Południowej                     | Brazylia · (Geisa Coutinho, Bárbara de Oliveira, Joelma Sousa, Jailma de Lima)                        | 3:26,68 | São Paulo, Brazylia    | 7 sierpnia 2011     |
| Rekord Europy                                  | ZSRR · (Tatjana Ledowska, Olga Nazarowa, Marija Pinigina, Olha Bryzhina)                              | 3:15,17 | Seul, Korea Południowa | 1 października 1988 |
| Rekord Australii i Oceanii                     | Australia · (Nova Peris, Tamsyn Manou, Melinda Gainsford-Taylor, Cathy Freeman)                       | 3:23,81 | Sydney, Australia      | 30 września 2000    |

## Rezultaty

### Eliminacje
| Poz. | Bieg | Tor | Reprezentacja     | Zawodniczki                                                                | Rezultat | Uwagi |
| ---- | ---- | --- | ----------------- | -------------------------------------------------------------------------- | -------- | ----- |
| 1.   | 2    | 5   | Stany Zjednoczone | DeeDee Trotter, Sanya Richards-Ross, Monica Hargrove, Jessica Beard        | 3:23,84  | Q, CR |
| 2.   | 2    | 3   | Jamajka           | Christine Day, Anastasia Le-Roy, Shericka Jackson, Kaliese Spencer         | 3:24,95  | Q, SB |
| 3.   | 1    | 4   | Nigeria           | Folashade Abugan, Regina George, Bukola Abogunloko, Patience Okon          | 3:27,07  | Q, SB |
| 4.   | 2    | 4   | Wielka Brytania   | Eilidh Child, Shana Cox, Emily Diamond, Margaret Adeoye                    | 3:27,30  | Q, SB |
| 5.   | 2    | 6   | Polska            | Małgorzata Hołub, Patrycja Wyciszkiewicz, Agata Bednarek, Justyna Święty   | 3:27,37  | q, SB |
| 6.   | 2    | 8   | Francja           | Marie Gayot, Lénora Guion-Firmin, Estelle Perrossier, Floria Gueï          | 3:28,93  | q, SB |
| 7.   | 1    | 7   | Brazylia          | Joelma Sousa, Liliane Cristina Barbosa, Jailma de Lima, Geisa Coutinho     | 3:30,37  | Q, SB |
| 8.   | 1    | 3   | Włochy            | Chiara Bazzoni, Maria Enrica Spacca, Elena Maria Bonfanti, Libania Grenot  | 3:30,67  | Q, SB |
| 9.   | 1    | 8   | Trynidad i Tobago | Shawna Fermin, Domonique Williams, Romona Modeste, Alena Brooks            | 3:30,91  | SB    |
| 10.  | 2    | 7   | Australia         | Anneliese Rubie, Jessica Gulli, Lyndsay Pekin, Morgan Mitchell             | 3:30,92  | SB    |
| 11.  | 1    | 6   | Kanada            | Carline Muir, Jenna Martin, Fawn Dorr, Noelle Montcalm                     | 3:34,60  | SB    |
| 12.  | 1    | 5   | Bahamy            | Laniece Clarke, Shakeitha Henfield, Christine Amertil, Miriam Byfield      | 3:54,95  |       |
|      | 1    | 2   | Rosja             | Jelena Zujkiewicz, Nadieżda Kotlarowa, Ajwika Małanowa, Swietłana Rogozina | DNS      |       |

### Finał

#### Finał B
| Poz. | Tor | Reprezentacja     | Zawodniczki                                                           | Czas    | Uwagi |
| ---- | --- | ----------------- | --------------------------------------------------------------------- | ------- | ----- |
| 1.   | 3   | Australia         | Anneliese Rubie, Morgan Mitchell, Jessica Gulli, Lyndsay Pekin        | 3:31,01 |       |
| 2.   | 6   | Bahamy            | Laniece Clarke, Christine Amertil, Shakeitha Henfield, Miriam Byfield | 3:31,71 | SB    |
| 3.   | 4   | Kanada            | Jenna Martin, Carline Muir, Sarah Wells, Fawn Dorr                    | 3:32,58 | SB    |
| 4.   | 5   | Trynidad i Tobago | Shawna Fermin, Alena Brooks, Magnolia Howell, Romona Modeste          | 3:33,21 |       |

#### Finał A
| Poz. | Tor | Reprezentacja     | Zawodniczki                                                                 | Rezultat | Uwagi |
| ---- | --- | ----------------- | --------------------------------------------------------------------------- | -------- | ----- |
| 01 ! | 5   | Stany Zjednoczone | DeeDee Trotter, Sanya Richards-Ross, Natasha Hastings, Joanna Atkins        | 3:21,73  | CR    |
| 02 ! | 4   | Jamajka           | Kaliese Spencer, Novlene Williams-Mills, Anastasia Le-Roy, Shericka Jackson | 3:23,26  | SB    |
| 03 ! | 6   | Nigeria           | Folashade Abugan, Regina George, Omolara Omotoso, Patience Okon             | 3:23,41  | SB    |
| 4.   | 1   | Francja           | Marie Gayot, Lénora Guion-Firmin, Agnès Raharolahy, Floria Gueï             | 3:25,84  | SB    |
| 5.   | 2   | Polska            | Małgorzata Hołub, Patrycja Wyciszkiewicz, Joanna Linkiewicz, Justyna Święty | 3:27,37  | =SB   |
| 6.   | 7   | Włochy            | Chiara Bazzoni, Maria Enrica Spacca, Elena Maria Bonfanti, Libania Grenot   | 3:27,44  | SB    |
| 7.   | 8   | Wielka Brytania   | Eilidh Child, Shana Cox, Christine Ohuruogu, Margaret Adeoye                | 3:28,03  |       |
| 8.   | 3   | Brazylia          | Joelma Sousa, Liliane Cristina Barbosa, Jailma de Lima, Geisa Coutinho      | 3:31,59  |       |